# Gårsjön, Uppland
Gårsjön är en sjö i Uppsala kommun i Uppland och ingår i Norrströms huvudavrinningsområde. Sjön är 2,5 meter djup, har en yta på 0,111 kvadratkilometer och är belägen 12 meter över havet. Vid provfiske har bland annat abborre, björkna, braxen och gers fångats i sjön.

## Delavrinningsområde
Gårsjön ingår i det delavrinningsområde (663648-161511) som SMHI kallar för Mynnar i Sävjaån. Medelhöjden är 28 meter över havet och ytan är 4,58 kvadratkilometer. Räknas de 4 avrinningsområdena uppströms in blir den ackumulerade arean 28,71 kvadratkilometer. Vattendraget som avvattnar avrinningsområdet har biflödesordning 4, vilket innebär att vattnet flödar genom totalt 4 vattendrag innan det når havet efter 100 kilometer. Avrinningsområdet består mestadels av skog (64 procent) och jordbruk (21 procent). Avrinningsområdet har 0,11 kvadratkilometer vattenytor vilket ger det en sjöprocent på 2,4 procent.

## Fisk
Vid provfiske har följande fisk fångats i sjön:
- Abborre
- Björkna
- Braxen
- Gärs
- Gädda
- Mört
- Sarv